# Pfalzpaint (Walting)
Pfalzpaint ist ein Ortsteil der Gemeinde Walting und eine Gemarkung im oberbayerischen Landkreis Eichstätt. Aktuell hat Pfalzpaint rund 450 Einwohner.

## Geografie
Das Kirchdorf liegt in der Fränkischen Alb am rechten südlichen Talhang der Altmühl nördlich der Staatsstraße 2230 und der ehemaligen Bahnstrecke Eichstätt–Beilngries.

## Historische Geologie
Im Zusammenhang mit der weltberühmten Solnhofener Platte ist der sogenannte Plattenkalk von Pfalzpaint in vielen paläontologischen Lehr- und Handbüchern sowohl in Europa wie auch in Amerika separat erwähnt. Grabungen in der jurazeitlichen Lagerstätte brachten fossile Quallenfunde mit einer paläobotanischen Begleitfauna zum Vorschein, wie sie in der Fränkischen Alb sonst fast unbekannt ist.

## Geschichte

### Altertum
Erste Hinweise einer Besiedlung im nahen Umfeld des Orts gehen in die Frühlatènezeit ca. 450–250 v. Chr. zurück. Bei den Bauarbeiten zur Altmühltal-Eisenbahn in 1897/98 wurden im sog. Leithenfeld bei Pfalzpaint, südlich der Staatsstraße 2230 in Fahrtrichtung Gungolding, Reihengräber aus der Epoche freigelegt. Neben menschlichen Knochen waren als Grabbeigaben ein Schwert, Messer und Perlen einer Halskette enthalten. Ein zweiter Fundort in dem Bereich offenbarte Hornsteinwerkzeuge, Handmühlsteine sowie eine Feuerstelle mit Gefäßscherben, welche zu drei 32 cm, 35 cm, bzw. 46 cm hohen Töpfen rekonstruiert und der Latènekultur zugeordnet werden konnten. Ein am damaligen Fundort errichteter Bildstock ist heute noch vorhanden.
Der Prähistoriker Friedrich Winkelmann verortete in einem Forschungsbericht an die Reichs-Limeskommission von 1918 einen antiken, vermutlich römisch genutzten Straßenverlauf mit einem Übergang über die Altmühl etwa 500 Meter flussabwärts der heutigen Brücke von Pfalzpaint. Die Straße verlief von Dünzlau aus in Richtung Norden nach Pfahldorf am Obergermanisch-Raetischen Limes und reihte sich in ein umfassendes Wegenetz für Handel und Truppenbewegungen ein.

### Mittelalter
Die Wurzeln des Ortsnamens sind nicht eindeutig zu belegen. Jakob Grimm führt im direkten Bezug auf den Ort die Silbe paint auf das althochdeutsche biunta zurück – die Bezeichnung eines umzäunten Acker- oder Weidelandes. Pfalz geht nach Grimm im selben Sprachkontext auf die Spur des mutmaßlichen südgermanischen Gottes Phol zurück, welchem das Weideland geweiht sein sollte.
Erstmals urkundlich erwähnt ist Pfalzpaint im Jahre 1119. Die Freien Conrad und Hupreht zu Pholespuwent fungierten in einer Erbschaftssurkunde des Eichstätter Domherren Burchard als Zeugen. Gegenstand der Schenkung an das Hochstift Eichstätt waren Einkünfte aus Besitzungen von Burchard in Buch (heute Petersbuch), Inerbuch (bei Weißenburg) und Kaldorf. Das Wappen der Freien von Pfalzpaint (drei, zwei zu eins gestellte, sechsstrahlige Sterne) ist erstmals in einer besiegelten Urkunde aus dem Jahr 1312 nachgewiesen. Heute bildet es einen Bestandteil des Wappens der Gemeinde Walting.
Die als Ruine vorhandene Burg Pfalzpaint wurde im 12. oder 13. Jahrhundert errichtet und bildete eine Wehreinheit mit der Ortskirche. Aufgrund seiner bewegten Verwaltungsgeschichte ab dem Spätmittelalter wurde lange eine zweite Burg am Ort vermutet. 2015 konnte infolge der Analyse von Luftbildaufnahmen eine vergessene Wasserburg (ähnlich der Burgruine Rieshofen) wiederentdeckt werden. Die Fotografien offenbarten – für Fundamente von Steingebäuden typische – Bewuchsmerkmale in der Altmühlaue am nordöstlichen Ortsrand.
1194 wird erstmals eine zweite Linie der Herren von Pfalzpaint erwähnt. Deren Vertreter dienten den Grafen von Hirschberg als Ministeriale und spätestens ab dem 13. Jahrhundert als Kastellane auf der Burg Dollnstein.
Nach dem Tod des kinderlosen Graf Gebhard VII. von Hirschberg wurde das Lehen Pfalzpaint nach einem Erbstreit zwischen den Bayernherzögen und dem Hochstift Eichstätt Letzterem im Rahmen eines Vergleichs zu Gaimersheim in 1305 zugesprochen. Der Beschluss wurde allerdings nicht vollends umgesetzt. Das Hochstift erhielt zwar Hohe Gerichtsbarkeit und Wildbann, das Dorf selbst war spätestens ab 1415 (bis 1465 mit Ausnahme der Besitztümer des Ortsadels) tatsächlich unter Landes- und Lehenshoheit der Bayernherzöge – und damit eine Enklave im fürstbischöflichen Gebiet.
Letzter Vertreter des ortsansässigen Adelsgeschlechts war Heinrich von Pfalzpaint, welcher allerdings nach einer vorangegangenen Ausbildung zum Wundarzt in den Deutschen Orden eintrat. 1465 verkaufte Heinrichs Schwester Margarethe, mittlerweile verheiratet mit dem Eichstätter Patrizier Michael Muckentaler, mit dessen Erlaubnis das Familienanwesen und Besitztümer in Pfalzpaint.

### Neuzeit
Im Jahr 1537 kauft Haug (2) von Parsberg (1547-† 1554 Reichsschultheiß von Nürnberg)  Pfalzpaint und wird im gleichen Jahr von den Pfalz-Neuburg Herzögen Ottheinrich und Philipp mit der Hofmark belehnt. Haugs Witwe Katharina, geb. von Trugenhofen († 1578), verleiht den Besitz ihrerseits 1569 an Hans Wolff Zenger zu Altenthann weiter und überträgt Pfalzpaint am 1. Dezember 1577 an ihren Neffen Georg Wurmrauscher von Frauenberg, der im April 1578 von Pfalzgraf Philipp Ludwig damit belehnt wird (Urkunden dazu im Staatsarchiv Nürnberg). Im Jahr 1659 geht das Lehen Pfalzpaint komplett an das Hochstift Eichstätt über.
Noch wenige Tage vor Ende des Zweiten Weltkriegs wurde die damalige Betonbrücke durch Angehörige der Waffen-SS gesprengt. Während der Befreiung des Orts durch alliierte Truppen am 25. April 1945 wurden drei amerikanischen Soldaten durch die selbige Einheit erschossen, als sie im offenen Jeep eine seichte Stelle der Altmühl aufgrund der defekten Brücke durchfuhren.
Mit der Gebietsreform in Bayern verlor die ehemalige Gemeinde Pfalzpaint die Eigenständigkeit und wurde am 1. Januar 1972 vollständig in die Gemeinde Walting eingegliedert. 1964 hatte sie eine Fläche von 548,44 Hektar und 271 Einwohner in 55 Wohngebäuden.

## Ortskirche St. Andreas

### Verortung und Baugeschichte
Die römisch-katholische Filialkirche St. Andreas im Ortskern von Pfalzpaint befindet sich im Pfarrverbund Maria und Johannes unter dem Kreuz Gungolding, bzw. im Bistum Eichstätt. Ebenso existiert im Ort eine Bruderschaft zu Ehren der Unbefleckten Empfängnis. Ihr heutiges Aussehen erhielt die Kirche in den Jahren ab 1707 mit dem Neubau des Langhauses und Erhöhung des Turms unter der Leitung des Eichstätter Barockbaumeisters Jakob Engel, bzw. mit der Erweiterung um die südlich angebaute Wieskapelle in 1720/30. Die Untergeschosse des Turms sind mittelalterlichen Ursprungs. Zeugen dessen vergangener Verbindung mit der Burg Pfalzpaint sind die verbliebenen Schießscharten. Das dem Neubau im 18. Jahrhundert zugrundeliegende Gotteshaus war bis 1469 Pfarrkirche. Danach wurde die Pfarrei nach Gungolding verlegt, wo ein mittelalterlicher Taufstein mit dem Wappen der Freien von Pfalzpaint erhalten ist.

### Ausstattung
Die Ausstattung der Kirche stammt hauptsächlich aus der Erbauungszeit des neuen Langhauses ab 1707. Allerdings wurden zahlreiche Holzfiguren aus dem Vorgängerbau übernommen. Ältestes Kunstwerk ist eine unter der Kanzel angebrachte Schüssel mit dem Johanneshaupt aus dem mittleren 15. Jahrhundert. Die Holzfiguren des Kirchenpatrons St. Andreas und des Pestheiligen St. Rochus in der Wieskapelle sind um 1500 geschnitzt. Aus der Spätgotik des frühen 16. Jahrhunderts ist eine Halbfigur der Hl. Anna selbdritt erhalten.
Die drei heute im Turm befindlichen Kirchenglocken (3-stimmiges TeDeum-Geläute: a'-c''-d'') wurden 1957 von Friedrich Wilhelm Schilling in Heidelberg gegossen und wiegen 423, 269 und 189 kg.

## Freizeit und Tourismus
Wegen seiner Lage im Naturpark Altmühltal wird der Ort vor allem in den Sommermonaten von Touristen aufgesucht und zur Naherholung genutzt:
- Anbindung an den Altmühltalradweg und Altmühltal-Panoramaweg
- Anlegestelle für Bootswanderer
- Entschleunigungsstation im Rahmen des Leitprojekts Altmühltaler Haltestellen (LEADER-Maßnahmenprogramm), Kneippbecken[22]
- Erlebnis- und Wohlfühlweg an der Gungoldinger Wacholderheide[23]

## Persönlichkeiten
- Heinrich von Pfalzpaint (um 1400–1464), Wundarzt, Deutschordensritter und Verfasser eines chirurgischen Handbuchs in deutscher Sprache.
- Willibald Apollinar Maier (1823–1874), katholischer Theologe und Publizist, in Pfalzpaint geboren.
- Antonellus Elsässer OFM (1930–2014), deutscher römisch-katholischer Theologe, Seelsorger (1972–1982) in Pfalzpaint.
- Melissa Ugochukwu (* 2003), deutsche Fußballspielerin, lebt in Pfalzpaint.